# Fußball-Club Bayern München 2004-2005
Questa voce raccoglie le informazioni riguardanti il Fußball-Club Bayern München nelle competizioni ufficiali della stagione 2004-2005.

## Stagione
La stagione inizia con la conquista della quinta Coppa di Lega, ottenuta sconfiggendo il Werder Brema in finale. Finisce invece con la conquista di un double: la squadra vince sia la dodicesima Coppa di Germania che il diciannovesimo titolo tedesco. In entrambi i casi i bavaresi lottano sempre con lo Schalke 04: i Blu Reali arrivano infatti secondi in campionato, pur staccati di quattordici punti, e sono sconfitti 2-1 nella finale di Coppa. Intanto in Champions League i tedeschi si classificano secondi in un gruppo vinto dalla Juventus, venendo peraltro sconfitti dai bianconeri nelle due partite. Qualificatisi per la fase ad eliminazione diretta, sconfiggono l'Arsenal negli ottavi ma sono eliminati nei quarti dal Chelsea. La partita casalinga del 7 maggio vinta per 6-3 contro il Norimberga sarà l’ultima disputata all’Olympiastadion, di fatto sia il Bayern che il Monaco 1860 traslocheranno nella modernissima Allianz Arena, struttura che sarà teatro dei mondiali tedeschi.

## Maglie e sponsor
|  | Casa |  | Trasferta |  | Terza |

## Rosa
| N. |                        | Ruolo | Calciatore                      |
| -- | ---------------------- | ----- | ------------------------------- |
| 1  | Germania (bandiera)    | P     | Oliver Kahn (capitano)          |
| 2  | Francia (bandiera)     | D     | Willy Sagnol                    |
| 3  | Brasile (bandiera)     | D     | Lúcio                           |
| 4  | Ghana (bandiera)       | D     | Samuel Kuffour                  |
| 5  | Croazia (bandiera)     | D     | Robert Kovač                    |
| 6  | Argentina (bandiera)   | D     | Martín Demichelis               |
| 7  | Germania (bandiera)    | C     | Mehmet Scholl                   |
| 8  | Germania (bandiera)    | C     | Torsten Frings                  |
| 9  | Iran (bandiera)        | A     | Vahid Hashemian                 |
| 10 | Paesi Bassi (bandiera) | A     | Roy Makaay                      |
| 11 | Brasile (bandiera)     | C     | Zé Roberto                      |
| 13 | Germania (bandiera)    | C     | Michael Ballack (vice-capitano) |
| 14 | Perù (bandiera)        | A     | Claudio Pizarro                 |
| 15 | Germania (bandiera)    | C     | Tobias Rau                      |
| 16 | Germania (bandiera)    | C     | Jens Jeremies                   |

| N. |                                 | Ruolo | Calciatore             |
| -- | ------------------------------- | ----- | ---------------------- |
| 18 | Germania (bandiera)             | D     | Andreas Görlitz        |
| 20 | Bosnia ed Erzegovina (bandiera) | C     | Hasan Salihamidžić     |
| 21 | Germania (bandiera)             | A     | Alexander Zickler      |
| 22 | Germania (bandiera)             | P     | Michael Rensing        |
| 23 | Inghilterra (bandiera)          | C     | Owen Hargreaves        |
| 24 | Paraguay (bandiera)             | A     | Roque Santa Cruz       |
| 25 | Germania (bandiera)             | D     | Thomas Linke           |
| 26 | Germania (bandiera)             | C     | Sebastian Deisler      |
| 29 | Germania (bandiera)             | P     | Bernd Dreher           |
| 31 | Germania (bandiera)             | C     | Bastian Schweinsteiger |
| 33 | Perù (bandiera)                 | A     | Paolo Guerrero         |
| 36 | Germania (bandiera)             | P     | Jan Schlösser          |
| 39 | Germania (bandiera)             | C     | Andreas Ottl           |
| 69 | Francia (bandiera)              | D     | Bixente Lizarazu       |

## Organigramma societario
Area direttiva
- Presidente:  Franz Beckenbauer

Area tecnica
- Allenatore: Felix Magath
- Allenatore in seconda: Seppo Eichkorn
- Preparatore dei portieri: Sepp Maier
- Preparatori atletici: Werner Leuthard

## Calciomercato

### Sessione estiva
| Acquisti | Acquisti        | Acquisti          | Acquisti |
| R.       | Nome            | da                | Modalità |
| -------- | --------------- | ----------------- | -------- |
| C        | Torsten Frings  | Borussia Dortmund |          |
| D        | Andreas Görlitz | Monaco 1860       |          |
| A        | Vahid Hashemian | Bochum            |          |
| D        | Lúcio           | Bayer Leverkusen  |          |

| Cessioni | Cessioni           | Cessioni            | Cessioni |
| R.       | Nome               | da                  | Modalità |
| -------- | ------------------ | ------------------- | -------- |
| D        | Christian Lell     | Colonia             |          |
| D        | Bixente Lizarazu   | Olympique Marsiglia |          |
| C        | Zvjezdan Misimović | Bochum              |          |

### Sessione invernale
| Acquisti | Acquisti | Acquisti | Acquisti |
| R.       | Nome     | da       | Modalità |
| -------- | -------- | -------- | -------- |

| Cessioni | Cessioni         | Cessioni | Cessioni |
| R.       | Nome             | da       | Modalità |
| -------- | ---------------- | -------- | -------- |
| C        | Piotr Trochowski | Amburgo  |          |

## Risultati

### Bundesliga

#### Girone di andata
| Arbitro: | Jansen |

|  |           |                         |
|  | Marcatori | 20’ Ballack 70’ Deisler |

| Arbitro: | Kinhöfer |

|            |           |             |
| Makaay 47’ | Marcatori | 15’ Paraíba |

| Arbitro: | Fandel |

|                                   |           |             |
| Berbatov 21’, 59’ França 52’, 57’ | Marcatori | 84’ Ballack |

| Arbitro: | Weiner |

|            |           |  |
| Makaay 25’ | Marcatori |  |

| Arbitro: | Merk |

|                          |           |                      |
| Ewerthon 45’, 69’ (rig.) | Marcatori | 89’ Lúcio 90’ Makaay |

| Arbitro: | Fröhlich |

|                                   |           |          |
| Makaay 19’ Frings 45’ Ballack 70’ | Marcatori | 3’ Sanou |

| Arbitro: | Fandel |

|           |           |                                |
| Klose 81’ | Marcatori | 19’ Ballack 75’ Schweinsteiger |

| Arbitro: | Gräfe |

|  |           |             |
|  | Marcatori | 76’ Asamoah |

| Arbitro: | Wagner |

|  |           |                       |
|  | Marcatori | 81’ Sagnol 84’ Scholl |

| Arbitro: | Trautmann |

|                  |           |  |
| Pizarro 24’, 44’ | Marcatori |  |

| Arbitro: | Kircher |

|                      |           |  |
| Pletsch 49’ Hout 83’ | Marcatori |  |

| Arbitro: | Fröhlich |

|                                    |           |  |
| Pizarro 3’ Makaay 80’ Guerrero 90’ | Marcatori |  |

| Arbitro: | Gräfe |

|             |           |                                    |
| Lokvenc 66’ | Marcatori | 76’, 81’ Guerrero 82’ (aut.) Preuß |

| Arbitro: | Weiner |

|                                     |           |          |
| Pizarro 12’ Frings 26’ Guerrero 64’ | Marcatori | 7’ Riedl |

| Arbitro: | Gagelmann |

|                                               |           |                      |
| Pizarro 13’ Scholl 34’ Makaay 45’ Ballack 88’ | Marcatori | 83’ Babatz 90’ Weber |

| Arbitro: | Meyer |

|                               |           |                                  |
| Mintál 23’ Banović 74’ (rig.) | Marcatori | 26’ (rig.) Makaay 60’ Zé Roberto |

| Arbitro: | Fandel |

|                          |           |                         |
| Pizarro 68’ Guerrero 88’ | Marcatori | 29’ Meißner 65’ Kurányi |

#### Girone di ritorno
| Arbitro: | Wagner |

|                                           |           |  |
| Pizarro 22’ Schweinsteiger 48’ Makaay 55’ | Marcatori |  |

| Berlino 30 gennaio 2005, ore 17:30 CET 19ª giornata | Hertha Berlino | 0 – 0 referto | Bayern Monaco | Stadio Olimpico (74 500 spett.)\| Arbitro: \| Kinhöfer \| |
| Arbitro:                                            | Kinhöfer       |               |               |                                                           |

| Arbitro: | Weiner |

|                                |           |  |
| Makaay 45’ (rig.) Guerrero 68’ | Marcatori |  |

| Arbitro: | Meyer |

|                               |           |           |
| Porcello 23’ Buckley 61’, 83’ | Marcatori | 80’ Lúcio |

| Arbitro: | Merk |

|                                                 |           |  |
| Salihamidžić 5’ Makaay 7’, 34’, 54’ Pizarro 28’ | Marcatori |  |

| Arbitro: | Fröhlich |

|  |           |             |
|  | Marcatori | 52’ Deisler |

| Arbitro: | Merk |

|            |           |  |
| Ballack 7’ | Marcatori |  |

| Arbitro: | Fandel |

|             |           |  |
| Lincoln 69’ | Marcatori |  |

| Arbitro: | Meyer |

|                                          |           |            |
| Lúcio 41’ Pizarro 65’ Ballack 88’ (rig.) | Marcatori | 16’ Möhrle |

| Arbitro: | Fröhlich |

|  |           |                                                  |
|  | Marcatori | 30’ Schweinsteiger 45’ (aut.) Hofland 55’ Frings |

| Arbitro: | Gräfe |

|                        |           |           |
| Scholl 66’ Ballack 84’ | Marcatori | 65’ Ulich |

| Arbitro: | Wagner |

|  |           |                |
|  | Marcatori | 90’ Hargreaves |

| Arbitro: | Kircher |

|                                   |           |               |
| Pizarro 9’ Ballack 26’ Makaay 63’ | Marcatori | 51’ Tapalović |

| Arbitro: | Kinhöfer |

|  |           |                                  |
|  | Marcatori | 19’ Ballack 35’, 48’, 67’ Makaay |

| Arbitro: | Wagner |

|                    |           |                                  |
| Auer 34’ Thurk 59’ | Marcatori | 17’, 82’, 89’ Makaay 43’ Ballack |

| Arbitro: | Fröhlich |

|                                                                |           |                                       |
| Pizarro 8’ Ballack 24’ Makaay 31’, 41’ (rig.) Deisler 44’, 78’ | Marcatori | 51’ (aut.) Demichelis 80’, 83’ Slovák |

| Arbitro: | Fandel |

|             |           |                                         |
| Szabics 88’ | Marcatori | 27’ Ballack 30’ Salihamidžić 70’ Makaay |

### Coppa di Germania
| Arbitro: | Henschel |

|  |           |                                                         |
|  | Marcatori | 23’ Scholl 31’, 57’, 70’, 89’ Santa Cruz 36’ Hargreaves |

| Arbitro: | Trautmann |

|                              |           |                            |
| Enochs 19’ Reichenberger 63’ | Marcatori | 5’, 74’ Pizarro 90’ Makaay |

| Arbitro: | Meyer |

|                                       |           |  |
| Hargreaves 35’ Ballack 69’ Makaay 79’ | Marcatori |  |

| Arbitro: | Kinhöfer |

|  |           |                                                                |
|  | Marcatori | 7’, 10’, 39’, 60’ Pizarro 27’ Ballack 34’ Makaay 76’ Hashemian |

| Arbitro: | Merk |

|  |           |                              |
|  | Marcatori | 3’ Ballack 90’ (rig.) Makaay |

| Arbitro: | Meyer |

|                    |           |                             |
| Lincoln 45’ (rig.) | Marcatori | 42’ Makaay 76’ Salihamidžić |

### Coppa di Lega
| Arbitro: | Meyer |

|                                      |           |  |
| Zé Roberto 5’ Ballack 65’ Frings 67’ | Marcatori |  |

| Arbitro: | Fröhlich |

|                              |           |                               |
| Deisler 27’, 43’ Ballack 65’ | Marcatori | 68’ Klasnić 74’ (rig.) Ismaël |

### Champions League

#### Fase a gironi
| Arbitro: | Bennett |

|  |           |                   |
|  | Marcatori | 64’ (rig.) Makaay |

| Arbitro: | Sars |

|                                            |           |  |
| Makaay 28’, 43’, 50’ (rig.) Zé Roberto 54’ | Marcatori |  |

| Arbitro: | González |

|            |           |  |
| Nedvěd 75’ | Marcatori |  |

| Arbitro: | Poll |

|  |           |               |
|  | Marcatori | 90’ Del Piero |

| Arbitro: | Cantalejo |

|                                                         |           |                 |
| Pizarro 12’ Salihamidžić 37’ Frings 44’ Makaay 71’, 80’ | Marcatori | 55’ (rig.) Dego |

| Arbitro: | Batista |

|                       |           |                       |
| Galásek 39’ Mitea 64’ | Marcatori | 9’ Makaay 78’ Ballack |

#### Fase a eliminazione diretta
| Arbitro: | Nielsen |

|                                  |           |           |
| Pizarro 4’, 58’ Salihamidžić 65’ | Marcatori | 88’ Touré |

| Arbitro: | De Santis |

|           |           |  |
| Henry 66’ | Marcatori |  |

| Arbitro: | Temmink |

|                                     |           |                                       |
| Cole 4’ Lampard 60’, 70’ Drogba 81’ | Marcatori | 52’ Schweinsteiger 90’ (rig.) Ballack |

| Arbitro: | González |

|                                     |           |                        |
| Pizarro 65’ Guerrero 90’ Scholl 90’ | Marcatori | 30’ Lampard 80’ Drogba |

## Statistiche

### Statistiche di squadra
| Competizione      | Punti | In casa | In casa | In casa | In casa | In casa | In casa | In trasferta | In trasferta | In trasferta | In trasferta | In trasferta | In trasferta | Totale | Totale | Totale | Totale | Totale | Totale | DR  |
| Competizione      | Punti | G       | V       | N       | P       | Gf      | Gs      | G            | V            | N            | P            | Gf           | Gs           | G      | V      | N      | P      | Gf     | Gs     | DR  |
| ----------------- | ----- | ------- | ------- | ------- | ------- | ------- | ------- | ------------ | ------------ | ------------ | ------------ | ------------ | ------------ | ------ | ------ | ------ | ------ | ------ | ------ | --- |
| Bundesliga        | 77    | 17      | 14      | 2       | 1       | 44      | 14      | 17           | 10           | 3            | 4            | 31           | 19           | 34     | 24     | 5      | 5      | 75     | 33     | +42 |
| Coppa di Germania | -     | 1       | 1       | 0       | 0       | 3       | 0       | 5            | 5            | 0            | 0            | 20           | 3            | 6      | 6      | 0      | 0      | 23     | 3      | +20 |
| Coppa di Lega     | -     | 2       | 2       | 0       | 0       | 6       | 2       | 0            | 0            | 0            | 0            | 0            | 0            | 2      | 2      | 0      | 0      | 6      | 2      | +4  |
| Champions League  | -     | 5       | 4       | 0       | 1       | 15      | 5       | 5            | 1            | 1            | 3            | 5            | 8            | 10     | 5      | 1      | 4      | 20     | 13     | +7  |
| Totale            | 77    | 25      | 21      | 2       | 2       | 68      | 21      | 27           | 16           | 4            | 7            | 56           | 30           | 52     | 37     | 6      | 9      | 124    | 51     | +73 |

### Andamento in campionato
| Giornata  | 1 | 2 | 3  | 4 | 5 | 6 | 7 | 8 | 9 | 10 | 11 | 12 | 13 | 14 | 15 | 16 | 17 | 18 | 19 | 20 | 21 | 22 | 23 | 24 | 25 | 26 | 27 | 28 | 29 | 30 | 31 | 32 | 33 | 34 |
| --------- | - | - | -- | - | - | - | - | - | - | -- | -- | -- | -- | -- | -- | -- | -- | -- | -- | -- | -- | -- | -- | -- | -- | -- | -- | -- | -- | -- | -- | -- | -- | -- |
| Luogo     | T | C | T  | C | T | C | T | C | T | C  | T  | C  | T  | C  | C  | T  | C  | C  | T  | C  | T  | C  | T  | C  | T  | C  | T  | C  | T  | C  | T  | T  | C  | T  |
| Risultato | V | N | P  | V | N | V | V | P | V | V  | P  | V  | V  | V  | V  | N  | N  | V  | N  | V  | P  | V  | V  | V  | P  | V  | V  | V  | V  | V  | V  | V  | V  | V  |
| Posizione | 3 | 4 | 11 | 5 | 6 | 4 | 3 | 4 | 3 | 3  | 5  | 4  | 2  | 1  | 1  | 1  | 1  | 1  | 1  | 1  | 1  | 1  | 1  | 1  | 2  | 1  | 1  | 1  | 1  | 1  | 1  | 1  | 1  | 1  |

Legenda:

Luogo: C = Casa; T = Trasferta. Risultato: V = Vittoria; N = Pareggio; P = Sconfitta.

### Statistiche dei giocatori
| Giocatore         | Bundesliga | Bundesliga | Bundesliga  | Bundesliga | Coppa di Germania | Coppa di Germania | Coppa di Germania | Coppa di Germania | Coppa di Lega | Coppa di Lega | Coppa di Lega | Coppa di Lega | Champions League | Champions League | Champions League | Champions League | Totale   | Totale | Totale      | Totale     |
| Giocatore         | Presenze   | Reti       | Ammonizioni | Espulsioni | Presenze          | Reti              | Ammonizioni       | Espulsioni        | Presenze      | Reti          | Ammonizioni   | Espulsioni    | Presenze         | Reti             | Ammonizioni      | Espulsioni       | Presenze | Reti   | Ammonizioni | Espulsioni |
| ----------------- | ---------- | ---------- | ----------- | ---------- | ----------------- | ----------------- | ----------------- | ----------------- | ------------- | ------------- | ------------- | ------------- | ---------------- | ---------------- | ---------------- | ---------------- | -------- | ------ | ----------- | ---------- |
| M. Ballack        | 27         | 13         | 7           | 0          | 4                 | 3                 | 2                 | 0                 | 2             | 2             | 0             | 0             | 9                | 2                | 2                | 0                | 42       | 20     | 11          | 0          |
| S. Deisler        | 23         | 4          | 2           | 0          | 4                 | 0                 | 0                 | 0                 | 2             | 2             | 0             | 0             | 5                | 0                | 1                | 0                | 34       | 6      | 3           | 0          |
| M. Demichelis     | 23         | 0          | 4           | 0          | 4                 | 0                 | 2                 | 0                 | 2             | 0             | 0             | 0             | 5                | 0                | 3                | 0                | 34       | 0      | 9           | 0          |
| B. Dreher         | 0          | 0          | 0           | 0          | 0                 | 0                 | 0                 | 0                 | 0             | 0             | 0             | 0             | 0                | 0                | 0                | 0                | 0        | 0      | 0           | 0          |
| T. Frings         | 29         | 3          | 6           | 0          | 6                 | 0                 | 0                 | 0                 | 2             | 1             | 0             | 0             | 8                | 1                | 1                | 0                | 45       | 5      | 7           | 0          |
| P. Guerrero       | 13         | 6          | 1           | 0          | 1                 | 0                 | 0                 | 0                 | 0             | 0             | 0             | 0             | 6                | 1                | 0                | 0                | 20       | 7      | 1           | 0          |
| A. Görlitz        | 7          | 0          | 1           | 1          | 1                 | 0                 | 0                 | 0                 | 2             | 0             | 0             | 0             | 2                | 0                | 0                | 0                | 12       | 0      | 1           | 1          |
| O. Hargreaves     | 27         | 1          | 5           | 0          | 3                 | 2                 | 0                 | 0                 | 0             | 0             | 0             | 0             | 8                | 0                | 0                | 0                | 38       | 3      | 5           | 0          |
| V. Hashemian      | 9          | 0          | 0           | 0          | 2                 | 1                 | 0                 | 0                 | 2             | 0             | 0             | 0             | 2                | 0                | 0                | 0                | 15       | 1      | 0           | 0          |
| J. Jeremies       | 7          | 0          | 2           | 0          | 2                 | 0                 | 0                 | 0                 | 2             | 0             | 0             | 0             | 1                | 0                | 0                | 0                | 12       | 0      | 2           | 0          |
| O. Kahn           | 32         | 0          | 0           | 0          | 5                 | 0                 | 0                 | 0                 | 2             | 0             | 0             | 0             | 10               | 0                | 0                | 0                | 49       | 0      | 0           | 0          |
| R. Kovač          | 22         | 0          | 3           | 0          | 4                 | 0                 | 1                 | 0                 | 0             | 0             | 0             | 0             | 8                | 0                | 3                | 0                | 34       | 0      | 7           | 0          |
| S. Kuffour        | 7          | 0          | 1           | 1          | 2                 | 0                 | 1                 | 0                 | 0             | 0             | 0             | 0             | 4                | 0                | 0                | 0                | 13       | 0      | 2           | 1          |
| T. Linke          | 11         | 0          | 5           | 0          | 1                 | 0                 | 0                 | 0                 | 2             | 0             | 0             | 0             | 4                | 0                | 0                | 0                | 18       | 0      | 5           | 0          |
| B. Lizarazu       | 13         | 0          | 2           | 0          | 2                 | 0                 | 1                 | 0                 | 0             | 0             | 0             | 0             | 4                | 0                | 1                | 0                | 19       | 0      | 4           | 0          |
| L. Lúcio          | 32         | 3          | 3           | 1          | 6                 | 0                 | 0                 | 0                 | 1             | 0             | 1             | 0             | 9                | 0                | 1                | 0                | 48       | 3      | 5           | 1          |
| R. Makaay         | 33         | 22         | 0           | 0          | 5                 | 5                 | 2                 | 0                 | 2             | 0             | 0             | 0             | 8                | 7                | 0                | 0                | 48       | 34     | 2           | 0          |
| A. Ottl           | 0          | 0          | 0           | 0          | 0                 | 0                 | 0                 | 0                 | 0             | 0             | 0             | 0             | 0                | 0                | 0                | 0                | 0        | 0      | 0           | 0          |
| C. Pizarro        | 23         | 11         | 2           | 0          | 5                 | 6                 | 0                 | 0                 | 0             | 0             | 0             | 0             | 7                | 4                | 0                | 0                | 35       | 21     | 2           | 0          |
| T. Rau            | 5          | 0          | 2           | 0          | 1                 | 0                 | 0                 | 0                 | 0             | 0             | 0             | 0             | 2                | 0                | 0                | 0                | 8        | 0      | 2           | 0          |
| M. Rensing        | 4          | 0          | 0           | 0          | 2                 | 0                 | 0                 | 0                 | 0             | 0             | 0             | 0             | 0                | 0                | 0                | 0                | 6        | 0      | 0           | 0          |
| Zé Roberto        | 22         | 1          | 3           | 0          | 4                 | 0                 | 0                 | 0                 | 2             | 1             | 0             | 0             | 8                | 1                | 1                | 0                | 36       | 3      | 4           | 0          |
| W. Sagnol         | 22         | 1          | 2           | 0          | 3                 | 0                 | 0                 | 0                 | 0             | 0             | 0             | 0             | 7                | 0                | 0                | 0                | 32       | 1      | 2           | 0          |
| H. Salihamidžić   | 29         | 2          | 2           | 1          | 5                 | 1                 | 0                 | 0                 | 2             | 0             | 0             | 0             | 9                | 2                | 2                | 0                | 45       | 5      | 4           | 1          |
| R. Santa Cruz     | 4          | 0          | 0           | 0          | 1                 | 4                 | 0                 | 0                 | 2             | 0             | 0             | 0             | 0                | 0                | 0                | 0                | 7        | 4      | 0           | 0          |
| J. Schlösser      | 0          | 0          | 0           | 0          | 0                 | 0                 | 0                 | 0                 | 0             | 0             | 0             | 0             | 0                | 0                | 0                | 0                | 0        | 0      | 0           | 0          |
| M. Scholl         | 20         | 3          | 1           | 0          | 2                 | 1                 | 0                 | 0                 | 0             | 0             | 0             | 0             | 5                | 1                | 0                | 0                | 27       | 5      | 1           | 0          |
| B. Schweinsteiger | 26         | 3          | 5           | 0          | 5                 | 0                 | 0                 | 0                 | 0             | 0             | 0             | 0             | 7                | 1                | 1                | 0                | 38       | 4      | 6           | 0          |
| P. Trochowski     | 0          | 0          | 0           | 0          | 0                 | 0                 | 0                 | 0                 | 1             | 0             | 0             | 0             | 0                | 0                | 0                | 0                | 1        | 0      | 0           | 0          |
| A. Zickler        | 1          | 0          | 0           | 0          | 0                 | 0                 | 0                 | 0                 | 0             | 0             | 0             | 0             | 0                | 0                | 0                | 0                | 1        | 0      | 0           | 0          |